# Ovaliptila beroni
Ovaliptila beroni är en insektsart som först beskrevs av Popov, G.B. 1974.  Ovaliptila beroni ingår i släktet Ovaliptila och familjen syrsor. Inga underarter finns listade i Catalogue of Life.